# Z Pavonis
Z Pavonis är en halvregelbunden variabel (SRB)  i stjärnbilden Påfågeln. 
Stjärnan varierar mellan fotografisk magnitud +9,1 och 10,6 med en period av 135,5 dygn.